# Иван Папанин
Иван Дмитриевич Папанин е руски арктически изследовател, контраадмирал (1943), доктор на географските науки (1938).
Той е 2 пъти герой на Съветския съюз (1937 и 1940). Почетен гражданин е на градовете Архангелск, Липецк, Мурманск, Севастопол и на Ярославска област.

## Биография

### Прозход и ранни години (1894 – 1930)
Роден е на 14 ноември 1894 година в Севастопол, Руска империя, в семейство на матрос. С отличие завършва земското начално училище и 12-годишен постъпва на работа като шлосер в корабостроителния завод в Севастопол.
През 1913 г. заминава за Ревел (днес Талин) в тамошния корабостроителен завод. След започването на Първата световна война през 1914 г. е призован на служба в Черноморския флот.
През 1918 – 1920 г. участва в Гражданската война в Украйна и Крим, а от 1920 г. е комисар на оперативното управление при командващия морските сили на Югозападния фронт. От ноември 1920 г. е комендант на Кримската ЧК и работи като следовател. През 1921 г. е преместен в Харков като военен комендант на ЦИК (правителството) на Украйна, а от юли 1921 до март 1922 г. работи като секретар на Революционния военен комитет на Черноморския флот.
През 1922 г. е в Москва като комисар по стопанското управление на Народния комисариат по морско дело, през 1923 г. е в Народния комисариат на пощите и телеграфите и началник на Централното управление на военизираните охрани. Завършва обучение (1923 – 1925) във Висшите свързочните курсове. След това е изпратен в Якутск в качеството му на заместник-началник на експедиция, строяща радиорелейна станция. Именно в Якутск започва полярната страница от биографията на Папанин.

### Полярни експедиции (1931 – 1938)
През 1931 г. участва в плаването на ледоразбивача „Малигин“ към южната част на архипелага Земя на Франц Йосиф за обмен на поща с германския дирижабъл „Граф Цепелин".
През 1932 – 1933 г. е началник на полярната станция в Тихия залив (80°20′ с. ш. 52°47′ и. д. / 80.333333° с. ш. 52.783333° и. д.) на остров Хукер в архипелага Земя на Франц Йосиф, а в периода 1934 – 1935 г. ръководи полярната станция на нос Челюскин (77°43′ с. ш. 104°18′ и. д. / 77.716667° с. ш. 104.3° и. д.).
От 6 юни 1937 до 19 февруари 1938 г. е началник на първата дрейфуваща станция „Северен полюс 1“. Станцията е създадена на леден блок с площ от 4 км2, на 89°26′ с. ш. 78°00′ з. д. / 89.433333° с. ш. 78° з. д.. Скоро се изяснява, че ледовете дрейфуват към Гренландско море. За 274 дни станцията изминава над 2500 км от полюса до бреговете на Гренландия, като голямото ледено поле се съкращава до 500 м2. На 19 февруари 1938, на 70°54′ с. ш. 19°48′ з. д. / 70.9° с. ш. 19.8° з. д., ледоразбивачите „Таймир“ и „Мурманск“ свалят групата от ледения блок заедно с оборудването. През деветте месеца, прекарани на леда, четиримата полярници (Евгений Константинович Фьодоров, астроном и магнитолог; Ернст Теодорович Кренкел, радист, и Пьотър Петрович Ширшов, хидробиолог и океанолог) начело с Папанин, събират богат материал по хидрология, метеорология и биология и провеждат многочислени гравитационни и магнитни измервания.
По време на експедицията е установено, че по пътя на дрейфа на станцията няма никаква земя. Изучен е релефът на дъното по протежението на дрейфа и е установено, че топлите атлантически води в дълбочина проникват до полюса. Опровергани са предположенията за пълната безжизненост на приполюсния район. За първи път е изучено движението на горните водни слоеве (до 200 м) под въздействието на вятъра. Извършените метеорологични наблюдения разрушават предишните представи за строежа и циркулацията на атмосферата в приполюсното пространство. Установени са характерът и закономерността на движението на ледовете в Централна Арктика, определени са величината на магнигното склонение около полюса и по линията на дрейфа, открито е повишаване на дъното, което впоследствие получава названието „праг Нансен“.
След завръщането им на четиримата е присвоено званието Герой на Съветския съюз и на всеки е присъдена научна степен „доктор на географските науки“.

### Следващи години (1939 – 1986)
От 1939 до 1948 г. Папанин работи като началник на Главсевморпути (Главни северни морски пътища). По време на Великата Отечествена война е упълномощен от Държавния комитет по отбраната да извършва морски превози в Северния ледовит океан. Строи и разширява пристанищата в Северодвинск, Архангелск, Мурманск. Обезпечава непрекъсната работа на транспортните съдове по заполярните маршрути. През 1940 г. участва в спасяването на ледоразбивача „Георгий Седов“, за което е удостоен с втора „Златна звезда" със званието „Герой на Съветския съюз“. Извършва за първи път 2 плавания по Северния морски път за една навигация. Произведен е в контраадмирал през 1943 г.
След войната Папанин в продължение на 40 години ръководи научноизследователския флот на АН на СССР. От 1948 до 1972 г. е заместник-директор на Института по океанология при АН на СССР. От 1951 г. възглавява отдела по експедиционна дейност на АН на СССР. От 1946 г. до смъртта си е несменяем председател на Московското отделение на Географското дружество на СССР. От 1956 г. е директор на Института по биология на вътрешните води при АН на СССР. Депутат във Върховния съвет на СССР.
За големите му заслуги в развитието на съветската география е удостоен с Голям златен медал на Географското дружество на СССР през 1980 г.
Умира на 91-годишна възраст в Москва на 30 януари 1986 година.

## Памет
Неговото име носят:
- нос Папанин (77°38′ с. ш. 104°51′ и. д. / 77.633333° с. ш. 104.85° и. д.), на северния бряг на п-ов Таймир;
- остров Папанин (45°59′ с. ш. 34°44′ и. д. / 45.983333° с. ш. 34.733333° и. д.), в залива Сиваш, на Азовско море;
- планина Папанин (68°13′ ю. ш. 50°16′ и. д. / 68.216667° ю. ш. 50.266667° и. д., 1641 м), в Антарктида, Земя Ендърби;
- подводен връх Папанин, в Тихия океан;
- улица „Папанин“ в Архангелск, Екатеринбург, Измаил, Липецк, Москва, Мурманск, Севастопол и Ярославл.

## Трудове
- Жизнь на льдине (1938, 2 изд. 1940)
- Лед и пламень (1977)